# Seve de Campo
Seve de Campo (* 15. Juli 1998 in Melbourne) ist ein australischer Skilangläufer.

## Werdegang
De Campo startete im Juli 2015 im Perisher Valley erstmals im Australia/New Zealand-Cup errang dabei den 11. Platz im Sprint und den achten Rang über 10 km klassisch. Bei den Junioren-Skiweltmeisterschaften 2017 in Soldier Hollow belegte er den 61. Platz im Sprint, jeweils den 58. Rang über 10 km Freistil und im Skiathlon sowie den 12. Platz mit der Staffel. Seine besten Platzierungen bei den Junioren-Skiweltmeisterschaften 2018 in Goms waren der 68. Platz im Skiathlon und der 16. Rang mit der Staffel. Im Sommer 2018 erreichte er mit zwei dritten Plätzen seine ersten Podestplatzierungen beim Australia/New Zealand-Cup und kam damit auf den vierten Gesamtrang. Es folgte darauf in Davos sein Debüt im Weltcup, welches er auf dem 92. Platz im Sprint beendete. Bei den U23-Weltmeisterschaften 2019 in Lahti lief er auf den 71. Platz über 15 km Freistil, auf den 65. Rang im Sprint und auf den 63. Platz im 30-km-Massenstartrennen. Beim Saisonhöhepunkt, den Nordischen Skiweltmeisterschaften 2019 in Seefeld in Tirol, errang er den 76. Platz über 15 km klassisch. In der Saison 2019/20 wurde er mit einem dritten Platz und drei zweiten Plätzen Dritter in der Gesamtwertung des Australia/New Zealand-Cups und belegte bei den U23-Weltmeisterschaften 2020 in Oberwiesenthal den 58. Platz im Sprint, den 54. Rang über 15 km klassisch sowie den 45. Platz im 30-km-Massenstartrennen. Im folgenden Jahr kam er bei den Nordischen Skiweltmeisterschaften in Oberstdorf auf den 85. Platz im Sprint, auf den 72. Rang über 15 km Freistil und zusammen mit Phillip Bellingham auf den 17. Platz im Teamsprint. In der Saison 2021/22 errang er mit zwei zweiten Plätzen den zweiten Platz in der Gesamtwertung des Australia/New Zealand-Cups. Bei den Olympischen Winterspielen 2022 in Peking nahm er an fünf Rennen teil. Seine besten Ergebnisse dort waren der 51. Platz im 50-km-Massenstartrennen und der 22. Rang zusammen mit Phillip Bellingham im Teamsprint. Im Sommer 2022 gewann er mit drei zweiten Plätzen und einen ersten Rang die Gesamtwertung des Australia/New Zealand-Cups.

## Siege bei Continental-Cup-Rennen
| Nr. | Datum           | Ort      | Disziplin        | Serie                     |
| --- | --------------- | -------- | ---------------- | ------------------------- |
| 1.  | 21. August 2022 | Perisher | 10 km klassisch  | Australia/New Zealand Cup |
| 2.  | 29. Juli 2023   | Perisher | Sprint klassisch | Australia/New Zealand Cup |
| 3.  | 30. Juli 2023   | Perisher | 15 km Freistil   | Australia/New Zealand Cup |

## Teilnahmen an Weltmeisterschaften und Olympischen Winterspielen

### Olympische Spiele
- 2022 Peking: 22. Platz Teamsprint klassisch, 51. Platz 50 km Freistil Massenstart, 62. Platz 30 km Skiathlon, 63. Platz Sprint Freistil, 72. Platz 15 km klassisch

### Nordische Skiweltmeisterschaften
- 2019 Seefeld in Tirol: 76. Platz 15 km klassisch
- 2021 Oberstdorf: 17. Platz Teamsprint Freistil, 72. Platz 15 km Freistil, 85. Platz Sprint klassisch
- 2023 Planica: 18. Platz Teamsprint Freistil, 52. Platz 30 km Skiathlon, 63. Platz 15 km Freistil, 64. Platz Sprint klassisch
- 2025 Trondheim: 20. Platz Teamsprint klassisch, 20. Platz Staffel, 50. Platz 50 km Freistil Massenstart, 52. Platz 10 km klassisch